# Geschichtsjournalismus
Der Geschichtsjournalismus ist ein spezifischer Fachbereich des Journalismus. Er vermittelt historisches Wissen an die Öffentlichkeit. Das Spektrum reicht von populären Geschichtsmagazinen wie Damals über TV-Dokumentationen und Stichtagssendungen im Radio bis zu Online-Angeboten wie einestages Zeitgeschichten auf Spiegel online. Darüber hinaus gibt es erfolgreiche geschichtsjournalistische Podcasts wie das WDR Zeitzeichen, das Archivradio oder Eine Stunde History von Deutschlandfunk Nova. Oftmals geht der Geschichtsjournalismus, insbesondere im Film, eine Verbindung mit fiktionalen Elementen ein, etwa in Form des Reenactment (Doku-Soap).
Mittlerweile gibt es auch Studienangebote, die Geschichtsjournalismus vermitteln und untersuchen wie Fachjournalistik Geschichte. Auch ohne spezialisiertes Studienangebot beschäftigen sich einige Fakultäten mit dem Thema Geschichtsjournalismus, etwa die Medienwissenschaft an der Universität Trier.
Auf den Geschichtsjournalismus haben sich, meist in kleinerem Rahmen, einige Journalistenbüros konzentriert.